# Carlina
Carlina é um género botânico pertencente à família Asteraceae.

## Espécies aceites
- Carlina acanthifolia All.
- Carlina acaulis L.
- Carlina atlantica Pomel
- Carlina balfouris Sennen
- Carlina barnebiana B.L.Burtt & P.H.Davis
- Carlina biebersteinii Bernh. ex Hornem.
- Carlina brachylepis (Batt.) Meusel & Kästner
- Carlina canariensis Pit.
- Carlina comosa (Spreng.) Greuter
- Carlina corymbosa L. -  cardo-azul
- Carlina curetum Heldr.
- Carlina diae (Rech.f.) Meusel & Kästner
- Carlina frigida Boiss. & Heldr.
- Carlina graeca Heldr. & Sart.
- Carlina guittonneaui Dobignard
- Carlina gummifera (L.) Less.
- Carlina hispanica Lam.
- Carlina involucrata Poir.
- Carlina kurdica Meusel & Kästner
- Carlina lanata L.
- Carlina libanotica Boiss.
- Carlina macrocephala Moris
- Carlina macrophylla (Desf.) DC.
- Carlina nebrodensis Guss. ex DC.
- Carlina oligocephala Boiss. & Kotschy
- Carlina pygmaea (Post) Holmboe
- Carlina racemosa L. -  cardo-azul
- Carlina salicifolia (L.f.) Cav.
- Carlina sicula Ten.
- Carlina sitiensis Rech.f.
- Carlina tragacanthifolia Klatt
- Carlina vayredrae Gaut.
- Carlina vulgaris L.
- Carlina xeranthemoides L.f.

## Classificação do gênero
| Sistema | Classificação                               | Referência               |
| ------- | ------------------------------------------- | ------------------------ |
| Linné   | Classe Syngenesia, ordem Polygamia aequalis | Species plantarum (1753) |